# Macroteleia coracina
Macroteleia coracina är en stekelart som beskrevs av Muesebeck 1977. Macroteleia coracina ingår i släktet Macroteleia och familjen Scelionidae. Inga underarter finns listade i Catalogue of Life.